# Вибух у Свято-Покровському храмі в Запоріжжі
Вибух у Свято-Покровському храмі в Запоріжжі — вибух, що трапився 28 липня 2010 року у Свято-Покровському соборі Української православної церкви Московського патріархату в Запоріжжі. Це був перший в історії України такого роду злочин у православному храмі.
Унаслідок вибуху саморобного вибухового пристрою дев'ять людей було поранено, з яких одна — 80-річна православна черниця Людмила (Донець) — померла на операційному столі в результаті отриманих травм.

## Перебіг подій
28 липня (15 липня за Юліанським календарем) — день ушанування пам'яті одного з найбільш шанованих в Україні православних святих, рівноапостольного князя Володимира Великого.  
Вибух у храмі стався близько 16:25, під час вечірньої служби. На богослужінні були присутні 15 осіб. Вибуховий пристрій містився, за свідченнями очевидців, у невеликому пакеті, що лежав на підлозі церкви поблизу вхідних дверей. Сила вибуху вибила шибки та вирвала рами з вікон церкви. Згідно з подальшим експертним висновком, заряд, що здетонував, мав потужність, рівносильну вибуху 300–400 грамів тротилу. Вперше в історії незалежної України такий вид злочину було скоєно в православному храмі. Сила вибуху була настільки потужною, що його відгомін було чутно в радіусі кілометра. 
Дев'ять потерпілих унаслідок вибуху осіб доправили в лікарню. Одна з них, 80-річна черниця Людмила (Донець), померла того самого дня під час операції через крововтрату та великі опіки. Вона була найстарішою жертвою вибуху. Ще троє госпіталізованих людей потрапили в лікувальний заклад у тяжкому стані. 
Після вибуху в церкві проводити подальші відправи стало неможливо. За розпорядженням єпископа Запорізького і Мелітопольського Іосифа вони почали влаштовуватися просто неба, поблизу пошкодженого собору. На цьому місці мала виникнути тимчасова церква, яка б служила до відбудови постраждалого храму.

## Реакції на вибух
Вибух у храмі прокоментував голова Запорізької обласної держадміністрації Борис Петров, стверджуючи, що положення вибухівки свідчить про те, що винуватець вибуху не мав наміру когось убити. Він також попросив молитися за упокій душі померлої черниці та одужання решти потерпілих.
29 липня 2010 р. Президент України Віктор Янукович прибув до Запоріжжя, де зустрівся з головою Служби безпеки України, Генеральним прокурором і міністром внутрішніх справ. Президент закликав якнайшвидше з'ясувати обставини нападу на церкву. Міністр внутрішніх справ Анатолій Могильов повідомив, що особа, яка надасть інформацію про винуватців скоєного, отримає винагороду у розмірі 200 000 гривень.
Із посланням до вірян звернувся також єпископ Запорізький та Мелітопольський Іосиф, закликаючи вірних пробачити зловмисникам та активно долучитися до відбудови зруйнованого собору . У свою чергу представники Київської митрополії Української православної церкви Московського патріархату заявили, що вони виключають кимось висунену версію про організацію замаху з боку вірних Української православної церкви Київського патріархату або греко-католицької церкви. Митрополит Київський Володимир оголосив, що молиться за спасіння винуватця вибуху та за душу вбитої черниці.
Жаль та обурення з приводу замаху на церкву висловили організації українських мусульман. Вони наголосили на тому, що злочин у храмі трапився в день особливого свята українців, і засвідчили свою солідарність із вірними православної церкви.

## Розслідування
У зв'язку з вибухом у церкві розпочато розслідування за ст. 115 Кримінального кодексу України, тобто у справі про умисне вбивство в поєднанні з загрозою життю багатьох осіб. Можливими причинами злодіяння були названі конфлікт невідомої особи з духівництвом собору та теракт.. 
29 липня 2010 року прокурор Запорізької області В'ячеслав Павлов зазначив, що слідчі відхилили версію про політичні причини вибуху. На його думку, виконавцем замаху могла стати психічно хвора людина. 2 серпня українські ЗМІ повідомили, що у нападі підозрюється 35-річна жінка. 
Українська православна церква Московського патріархату оголосила про початок власного розслідування вибуху в церкві. 
5 серпня 2010 року українська міліція оголосила, що у скоєнні вибуху зізнався колишній дзвонар  Свято-Покровської парафії 25-річний чоловік на ім'я Антон. Він стверджував, що заклав вибухівку з помсти за те, що його звільнили з роботи через підозру у крадіжці пожертв на храм, за збір яких він відповідав. На момент розслідування колишній дзвонар був головним підозрюваним; органи правопорядку затримали і його брата та матір, яку незабаром звільнили через відсутність доказів співучасті у злочині. Попри те, що чоловік зізнався, що спричинив вибух, духовні особи, які працювали в парафії, прилюдно відзначали, що не вірять у його провину.
У січні 2011 року розпочався суд над трьома звинуваченими, колишніми ризничими Свято-Покровської парафії.